# Nia Segamain
Nia Segamain, fils de Adamair, est selon les légendes médiévales et la tradition pseudo-historique irlandaise un Ard ri Erenn.

## Origine
Son nom signifie « fils de la sœur ou champion de Segamon », et il est peut-être apparenté à Ségomon, une  ancienne divinité celtique  que les Romains avaient identifié avec Mars et Hercule.
Un autre personnage nommé  « Nia Segamain » apparait également au début de la généalogie des  Eóganachta, et cette présence  est parfois interprétée comme une preuve des origines gauloises de ces dynasties.
Geoffrey Keating indique que sa mère  est une déesse des bois Flidais du Tuatha Dé Danann, dont les pouvoirs magiques avait fait que les cervidés sauvages avaient donné du lait comme les bovins domestiques au cours de son règne.

## Règne
Nia Segamain prend le pouvoir  après avoir tué son prédécesseur Conall Collamrach. Il règne 7 ans jusqu'à ce qu'il soit tué par  Énna Aignech, fils de Óengus Tuirmech Temrach et cousin de son prédécesseur. Son fils Finnat Már deviendra à son tour Haut roi.

## Chronologie
Le Lebor Gabála Érenn synchronise son règne avec celui  Ptoléme VIII Physcon en Égypte Ptolémaïque (145-116 av . J.-C. La chronologie de Keating Foras Feasa ar Éirinn date son règne de  226-219 av J.-C. et les Annales des quatre maîtres de  320-313 av. J.-C..

## Source
- (en) Cet article est partiellement ou en totalité issu de l’article de Wikipédia en anglais intitulé « Nia Segamain » (voir la liste des auteurs), édition du 1 avril 2012.